# Cilingga
Cilingga is een bestuurslaag in het regentschap Purwakarta van de provincie West-Java, Indonesië. Cilingga telt 4088 inwoners (volkstelling 2010).